# Santuario di Bom Jesus de Matosinhos
Il santuario di Bom Jesus do Matosinhos (in portoghese Santuário do Bom Jesus de Matosinhos) è un santuario cattolico situato a Congonhas, nello stato brasiliano di Minas Gerais. È uno dei capolavori del barocco in Brasile.

## Storia
Il Santuario fu commissionato dal portoghese Feliciano Mendes, nel 1757 in seguito a un voto che egli aveva fatto quando aveva contratto una grave malattia lavorando nelle miniere.
È situato sulla cima del Morro do Maranhão ed è circondato dalla rigogliosa natura dell'altopiano. Il santuario è la meta finale di un pellegrinaggio.
Il complesso fu realizzato dopo più di 60 anni di lavori. L'opera era ispirata ai santuari di Bom Jesus do Matosinhos a Porto e Bom Jesus de Braga, entrambi situati in Portogallo.
La chiesa fu costruita per prima, dall'architetto Francisco Lima Cerqueira, con i capomastri Domingos Antonio Dantas e Antonio Rodrigues Falcado. Venne terminata nel 1773.

## Descrizione
È circondata da sette cappelle di forma quadrangolare, coperte da una cupoletta piramidale dagli spigoli leggermente curvi. All'interno delle cappelle sono situate delle statue che rappresentano le scene della Via Crucis. Vennero realizzate 66 statue, tra il 1796 e il 1799, dallo scultore brasiliano Aleijadinho, uno dei più grandi artisti barocchi del mondo. 
Alla chiesa, che si trova in posizione rialzata, si accede tramite una doppia scalinata a due rampe, che fu realizzata da Thomaz de Maia Brito tra il 1777 e il 1790.
Aleijadinho scolpì, nella steatite, le statue dei dodici profeti dell'Antico Testamento, completate tra il 1800 e il 1805. Esse sono disposte simmetricamente lungo il parapetto della scala.
La pianta dell'edificio vede una sola grande navata, che termina in una cappella principale dove si trova l'altare. Ai fianchi della chiesa si trovano due alti campanili, che sono posti in posizione leggermente arretrata rispetto alla facciata, sono coperti da cupole simili a quelle delle sette cappelle.
La facciata è di forma quadrata, con un portone finemente decorato e due finestre.  Il complesso è coperto da un semplice intonaco bianco, con articolate decorazioni in pietra saponaria.
L'esterno del Santuario è un esempio di barocco brasiliano. Invece, l'interno rimanda allo stile rococò italiano. 
Nel 1985, dopo uno studio portato avanti da Myriam Andrade Ribeiro de Oliveira, il Santuario di Bom Jesus do Congonhas è stato inserito nell'elenco dei Patrimoni dell'umanità dell'UNESCO.

## Altre immagini

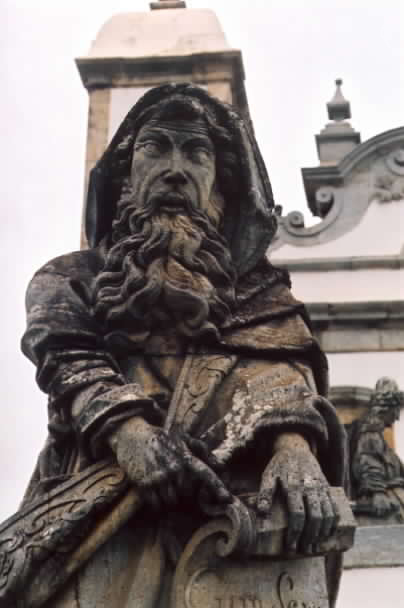
Isaia
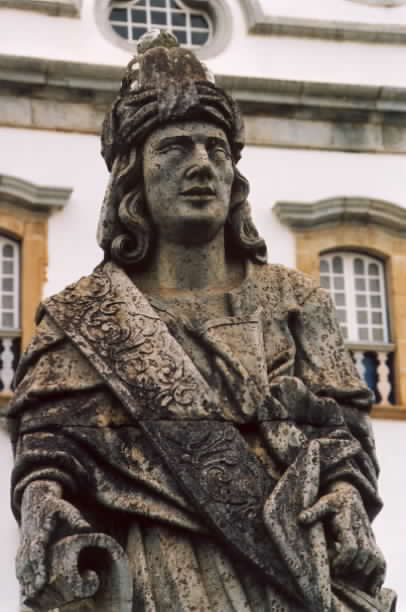
Baruc
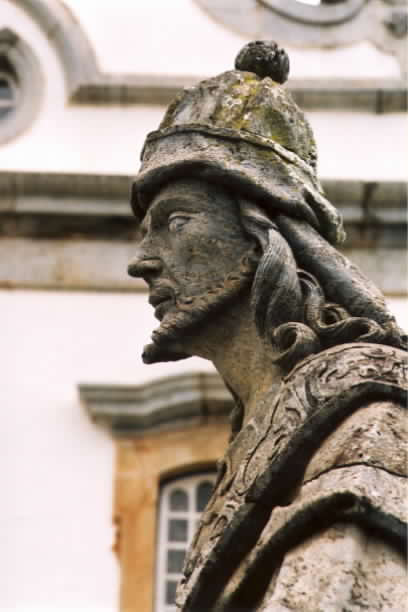
Osea